# 緊急獵殺令
《緊急獵殺令》（英語：The Hunted）是一部1995年美國武打驚悚片，由J·F·勞頓自編自導，克里斯多夫·藍伯特、尊龍、陈冲、原田芳雄與岛田阳子主演。講述藍伯特飾演的美國商人無意中惹怒了一支強勢的忍者家族。
本片在日本名古屋和加拿大不列顛哥倫比亞省溫哥華拍攝，預算達2500萬美元，並於1995年2月24日美國上映，票房收入660萬美元。多數影評人批評劇情陳詞濫調、表演缺乏說服力，而也有評論肯定原田芳雄的表現。貫穿全片、廣受好評的配樂出自日本太鼓團鼓童之手。

## 演員
- 克里斯多夫·藍伯特飾演保羅·拉辛（Paul Racine）[3]
- 尊龍飾演金城（Kinjo）
- 陈冲飾演琪莉娜（Kirina）
- 原田芳雄飾演武田一重郎（Ijuro Takeda）
- 岛田阳子飾演武田美惠子（Mieko Takeda）
- 中島淳子飾演順子（Junko）
- 窪田孝行（日语：窪田孝行）飾演大島（Oshima）
- 岡田真澄（日语：岡田眞澄）飾演和田倉中尉（Lieutenant Wadakura）
- 詹姆斯·齊藤（英语：James Saito）飾演根村（Nemura）
- 金川弘敦飾演杉本中尉（Lieutenant Sugimoto）

## 外部連結
- 互联网电影数据库（IMDb）上《緊急獵殺令》的资料（英文）
- AllMovie上《緊急獵殺令》的资料（英文）
- 爛番茄上《緊急獵殺令》的資料（英文）
- Box Office Mojo上《緊急獵殺令》的資料（英文）